# Sasaki Yasukiyo
Sasaki Yasukiyo (佐々木泰清, [? - 1287] Erro: {{japonês}}: texto da transliteração contém caractere não latino (pos 12) (ajuda)) . Foi um Kugyō (nobre) do período Kamakura da história do Japão. Foi também um Bushō (Comandante Militar). Foi segundo filho de Sasaki Yoshikiyo. Era também conhecido como Oki Jirō
Após a morte de pai. Seu irmão Masayoshi tornou-se Shugo de Oki e Izumo. Mas isso enraiveceu Miura Yasumura (三浦泰村) que queria os cargos , acabou levando o caso para ser revisto com base no Goseibai Shikimoku em 1248. A disputa fez com que Masayoshi se tornasse Bhikkhu, e que seu irmão Sasaki Yasukiyo acabasse herdando os cargos.
Fato interessante é que após o fim da Guerra Jōkyū o ex-imperador Go-Toba foi exilado em Oki, passando a viver na aldeia de Katta em Nakanoshima. O governador na época era Sasaki Yasukiyo que lhe preparou um "palácio" que fez pouco mais do que manter o ex-imperador fora da chuva e do vento. Sua casa estava a alguma distância do mar, longe das moradias das pessoas.
| Precedido por Sasaki Masayoshi | -- 3º Líder do Clã Izumo Genji 1248 - 1287 | Sucedido por —                |
| Precedido por Sasaki Masayoshi | Shugo de Oki 1248 - 1278                   | Sucedido por Takaoka Muneyasu |
| Precedido por Sasaki Masayoshi | Shugo de Izumo 1248 - 1278                 | Sucedido por Takaoka Muneyasu |